# David Owino
David Owino Odhiambo (sinh ngày 5 tháng 4 năm 1988), biệt danh "Calabar", là một cầu thủ bóng đá người Kenya thi đấu cho ZESCO United ở Giải bóng đá ngoại hạng Zambia và đội tuyển quốc gia Kenya ở vị trí hậu vệ. Trước đó anh thi đấu cho Gor Mahia ở Giải bóng đá ngoại hạng Kenya.

## Sự nghiệp quốc tế

### Bàn thắng quốc tế
Tỉ số và kết quả liệt kê bàn thắng của Kenya trước.
| #  | Ngày                 | Địa điểm                                       | Đối thủ   | Tỉ số | Kết quả | Giải đấu                                     |
| -- | -------------------- | ---------------------------------------------- | --------- | ----- | ------- | -------------------------------------------- |
| 1. | 8 tháng 9 năm 2013   | Trung tâm Thể thao Quốc tế Moi, Nairobi, Kenya | Namibia   | 1–0   | 1–0     | Vòng loại giải vô địch bóng đá thế giới 2014 |
| 2. | 30 tháng 11 năm 2013 | Sân vận động Quốc gia Nyayo, Nairobi, Kenya    | Nam Sudan | 3–1   | 3–1     | Cúp CECAFA 2013                              |